# فيض أباد (غرغان)
فيض أباد (بالفارسية: فیض‌آباد) هي قرية تقع في غلستان في إيران. يقدر عدد سكانها بـ 911 نسمة .